# Pista pacifica
Pista pacifica är en ringmaskart som beskrevs av Miles Joseph Berkeley 1942. Pista pacifica ingår i släktet Pista och familjen Terebellidae. Inga underarter finns listade i Catalogue of Life.